# Itonia intrahens
Itonia intrahens là một loài bướm đêm trong họ Noctuidae.